# (400330) 2007 UW10
(400330) 2007 UW10 es un asteroide perteneciente al cinturón de asteroides, descubierto el 18 de octubre de 2007 por el equipo del Lowell Observatory Near-Earth-Object Search desde la Estación Anderson Mesa (condado de Coconino, cerca de Flagstaff, Arizona, Estados Unidos).

## Designación y nombre
Designado provisionalmente como 2007 UW10.

## Características orbitales
2007 UW10 está situado a una distancia media del Sol de 2,398 ua, pudiendo alejarse hasta 2,718 ua y acercarse hasta 2,079 ua. Su excentricidad es 0,133 y la inclinación orbital 5,336 grados. Emplea 1357,12 días en completar una órbita alrededor del Sol.

## Características físicas
La magnitud absoluta de 2007 UW10 es 17.